# Voulpaix
Voulpaix je obec ve Francii v departementu Aisne. Leží 153 kilometrů od Paříže.

## Název obce
Z roku 1065 je doložen název místa Altare, o století později změněno na Vulpasium. Existují domněnky, že pojmenování pochází z latinského slova vulpes - liška.

## Geografie
Sousední obce: La Vallée-au-Blé, Laigny, Haution, Lemé, Fontaine-lès-Vervins, Saint-Pierre-lès-Franqueville a Gercy.
Územím obce protéká říčka Le Beaurepaire.

## Vývoj počtu obyvatel
Počet obyvatel